# Sicasso
Sicasso  é uma comuna urbana do sul do Mali e capital da circunscrição de homônima e da região de homônima. Segundo censo de 1998, havia 134 774 residentes, enquanto segundo o de 2009, havia 225 753.

## História
Em algum momento entre a década de 1730 e 1740, Querê Mori invadiu o país minianca de um lugar perto de Sicasso e então voltou a Sungarundaga. Desde o século XVIII tornou-se sede dos traorés que ali criaram o Reino de Quenedugu. No fim do século XIX, Tiebá Traoré repeliu o cerco de Sicasso de Samori Turé.